# Indibile
Indibile (in greco antico: Ἀνδοβάλης?, Andobáles (secondo Polibio) o  in greco antico: Ἰνδίβιλις?, Indíbilis (secondo Appiano); ... – 205 a.C.) un re iberico, re degli Ilergeti al tempo della Seconda guerra punica.

## Biografia
Re della tribù degli Ilergeti, Indibile viene menzionato dalla fonti storiche per la prima volta nel 218 a.C., come comandante degli ausiliari iberici al servizio di Annone, il governatore cartaginese delle province della Spagna a nord dell'Ebro conquistate da Annibale nella sua marcia verso l'Italia.
Indibile prese parte alla battaglia di Cissa e fu fatto prigioniero da Gneo Cornelio Scipione.
Riguadagnata la libertà, nel 217 a.C. Indibile con il fratello Mandonio, comandò una incursione contro le tribù celtibere alleate di Roma, incursione che fu però facilmente respinta.
Nel 209 a.C., al termine dell'assedio di Cartagena, alcune delle sue figlie vennero fatte prigioniere, ma trattate in modo adeguato da Publio Cornelio Scipione Africano.
Nel 205 a.C., non appena Scipione lasciò la Spagna, Indibile cercò di sollevare il suo popolo contro i Romani, stante l'assenza dell'unico generale di cui temevano la potenza. In questo modo riuscì a radunare un esercito di 30.000 fanti e 4.000 cavalieri. I due legati romani, Lucio Lentulo e Lucio Manlio Acidino, riuscirono in breve tempo a dare soddisfazione ai propri soldati e a fronteggiare e sconfiggere l'esercito iberico.